# Stabkirche Rødven

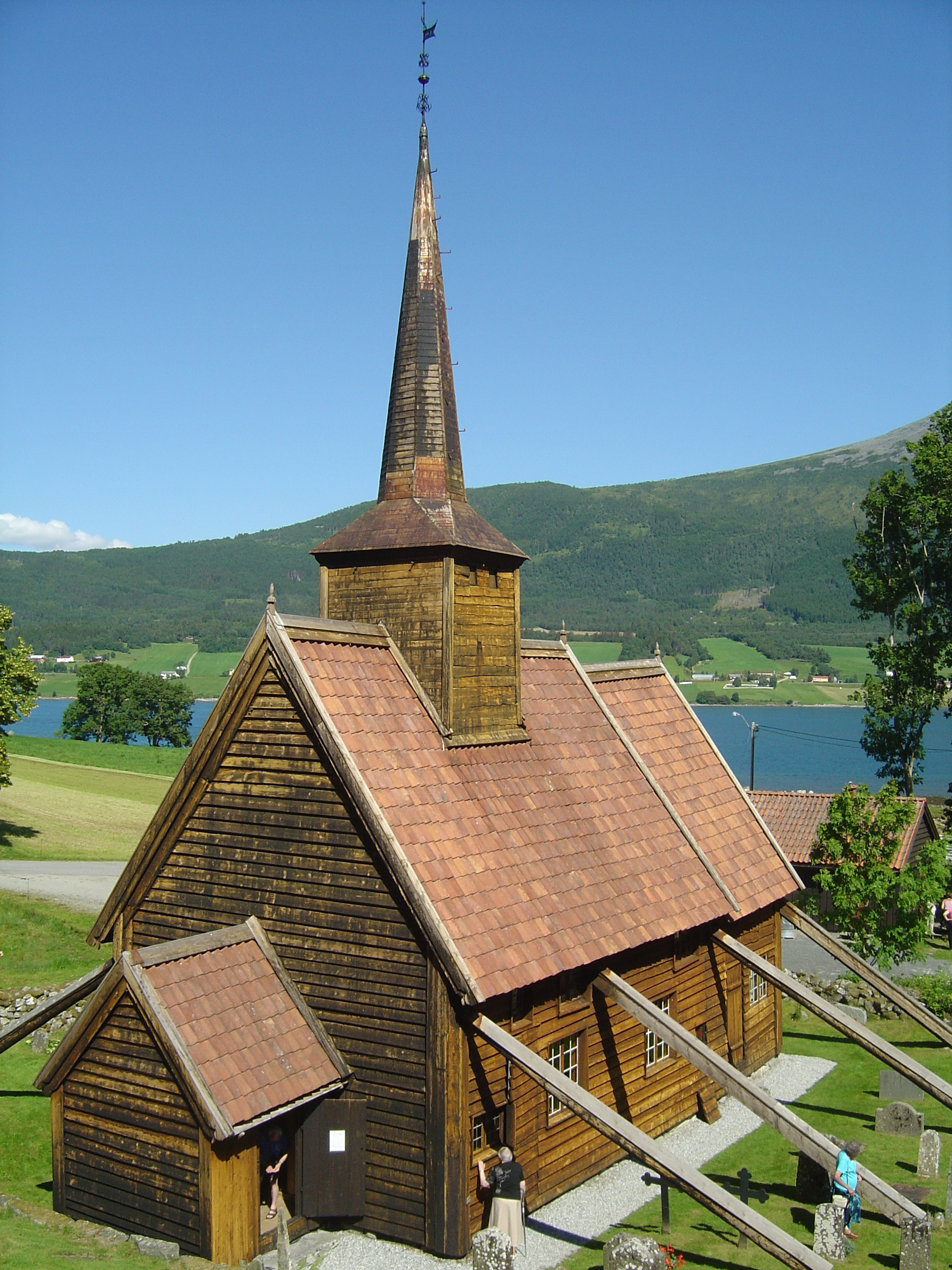
Stabkirche Rødven

Die Stabkirche Rødven ist eine norwegische Stabkirche in Rauma in der Provinz Møre og Romsdal. Die Kirche gehört heute dem Altertumsverein Fortidsminneforeningen.

## Geschichte
Die Entstehungszeit lässt sich auf etwa 1200 datieren, wobei die Kirche erstmals 1589 urkundlich erwähnt wurde. Um das Jahr 1600 wurde die ursprünglich einfache Langkirche mit rechteckigem Schiff stark umgebaut. Man ersetzte den ursprünglichen Chor in Stabbauweise durch einen Chor in Blockbauweise und entfernte den Laubengang, der die Kirche flankierte. Ebenfalls neueren Datums sind das Dach inklusive des Dachreiters und die Außenverschalung. Dokumentiert ist 1689 ein Sturm, der die Kirche und den Turm stark beschädigte.

## Architektur und Interieur
Ein besonderes Merkmal sind diagonale Stützen wie bei der Stabkirche Kvernes. Seit wann diese angebracht sind, ist nicht bekannt. Die Kirche hat ein Nord- und ein Südportal, wobei letzteres aus verflochtenen Halbsäulen mit Archivolte und Blattrankenschnitzereien besteht. Das Innere der Kirche wurde im 17. und 18. Jahrhundert bemalt. Die Kirche besitzt ein lebensgroßes gotisches Kruzifix aus der zweiten Hälfte des 13. Jahrhunderts, welches vermutlich ursprünglich aus der Choröffnung (Triumphbogen) stammt und seither Triumphkreuz genannt wird.